# Susan Sutherland Isaacs
Susan Sutherland Isaacs (Turton, 24 maggio 1885 – Londra, 12 ottobre 1948) è stata una psicoanalista e pedagogista britannica.

## Biografia
Susan Sutherrland Fairhurst nacque nel Lancashire nel 1885, figlia del giornalista William Fairhurst e della moglie Miriam Sutherland. Rimasta orfana di madre all'età di sei anni, ebbe un rapporto travagliato con il padre a causa del nuovo matrimonio del genitore con l'infermiera della madre. Nel 1907 cominciò a studiare all'Università di Manchester per diventare insegnante, ma passò poi al dipartimento di filosofia, laureandosi nel 1912. Vinse quindi una borsa di studio per il Newnham College dell'Università di Cambridge, dove conseguì la laurea magistrale in psicologia nel 1913.
Dopo aver insegnato logica all'Università di Manchester, nel 1914 sposò il botanico William Broadhurst Brierley; dopo essersi trasferita a Londra con il marito nel 1915, incominciò a insegnare psicologia all'Università di Londra nel 1916. Nel 1922 divorziò da Brierley e si risposò con Nathan Isaacs. Dopo anni di formazione e psicoterapia con John Carl Flugel, divenne ella stessa una psicoanalista e, nel 1923, si unì alla neo-fondata British Psychoanalytical Society.
Dopo essersi avvicinata alle teorie di Melanie Klein, abbracciò entusiasticamente le idee di Jean Piaget sullo sviluppo cognitivo, di cui però divenne critica dopo alcuni anni. Tra il 1924 e il 1927 diresse la Malting House School, la scuola sperimentale fondata a Cambridge da Geoffrey Pyke, traendo spunti e osservazioni che sviluppò nel suo lavoro come analista e pedagogista. In questi campi si distinse per le sue ricerche, in cui applicava la psicoanalisi allo studio della personalità infantile. Dal 1933 diresse per alcuni anni il Dipartimento di Child Development dell'Institute of Education dell'Università di Londra. Nel 1939 si trasferì a Cambridge, dove condusse uno studio sugli effetti nei bambini delle evacuazioni di civili in Gran Bretagna durante la seconda guerra mondiale.
Morì nel 1948 all'età di sessantatré anni a causa di un tumore.

## Opere (parziale)
- An introduction to psychology (1921)
- The nursery years (1929)
- Intellectual growth in young children (1930)
- The children we teach: seven to eleven years (1932)
- Individual histories (1933)
- Social development in young children (1933)